# Jade Bird
Jade Elizabeth Bird (née le 1er octobre 1997) est une chanteuse, auteur-compositeur et musicienne. Son premier EP, Something American, est sorti en juillet 2017. Le magazine Rolling Stone a décrit sa voix comme "brute et robuste" et Tony Visconti déclare "elle chante si adroitement, elle est très intelligente en tant que chanteuse et il n'y a rien qu'elle ne puisse pas faire". 

## Jeunesse
Jade Bird est née à Hexham, dans le Northumberland, où elle a vécu jusqu'à l'âge de deux ans. Bird et sa famille ont déménagé à Londres alors qu'elle avait deux. Elle vit ensuite sur une base militaire en Allemagne à l'âge de cinq ans. Elle a ensuite déménagé à Bridgend, dans le sud du Pays de Galles, où elle a fréquenté la Bryntirion Comprehensive School. À 16 ans, elle a commencé à fréquenter une école d'art de la scène, la BRIT School, à Croydon, dont elle sort diplômée en 2016. Pendant ses études à la BRIT School, elle se produisait plusieurs fois par semaine lors de concerts,. Au cours d'une session d’enregistrement en live sur BBC Radio 1 en octobre 2017, elle raconte avoir beaucoup voyagé lorsqu'elle était enfant car sa famille était dans l'armée. Ainsi elle a vécu dans le sud du Pays de Galles à Chesterfield ou encore à Mönchengladbach, en Allemagne, et elle déclare que cela a eu une grande influence sur sa musique. 

## Carrière
En 2017, après avoir quitté BRIT School, elle a été envoyée en tournée aux États-Unis avec Brent Cobb (en) un chanteur de country américain. Elle a joué un événement vitrine au festival South by Southwest à Austin, Texas en mars 2017 et plus tard dans l'année, elle a fait la première partie de plusieurs groupes comme First Aid Kit, Son Little et London Grammar,. Le groupe de Bird est composé de Will Rees à la guitare, Matt Johnson à la batterie et du bassiste Linus Fenton. En 2017, Bird a remporté le prix ANCHOR 2017 du Festival Reeperbahn à Hambourg. Elle a également été finaliste du prix BBC Sound Of en 2018. Son premier EP, Something American, a été enregistré dans les Catskill Mountains et à et Woodstock dans le nord de l'État de New York. 
Le 19 avril 2019, elle a sorti son premier album éponyme, Jade Bird.

## Discographie

### Albums
| Titre     | Détails                                                                                           | Positions maximales sur le graphique | Positions maximales sur le graphique | Positions maximales sur le graphique | Positions maximales sur le graphique | Positions maximales sur le graphique |
| Titre     | Détails                                                                                           | Royaume-Uni                          | Royaume-Uni Indépendant              | Écosse                               | Suisse                               | États-Unis                           |
| --------- | ------------------------------------------------------------------------------------------------- | ------------------------------------ | ------------------------------------ | ------------------------------------ | ------------------------------------ | ------------------------------------ |
| Jade Bird | - Sortie: 19 avril 2019 - Label: Glassnote Records - Format: Téléchargement numérique, CD, vinyle | 10                                   | 2                                    | 10                                   | 91                                   | 14                                   |

| Titre                     | Détails                                                                                          |  |
| Titre                     | Détails                                                                                          |  |
| Different Kinds of Lights | - Sortie: 13 août 2021 - Label: Glassnote Records - Format: Téléchargement numérique, CD, Vinyle |  |
| Different Kinds of Lights | - Sortie: 13 août 2021 - Label: Glassnote Records - Format: Téléchargement numérique, CD, Vinyle |  |

| Titre              | Détails                                                                                            |
| ------------------ | -------------------------------------------------------------------------------------------------- |
| Something American | - Sortie: 7 juillet 2017 - Label: Glassnote Records - Format: Téléchargement numérique, CD, vinyle |

### Singles
- Lottery (2018)
- Furious (2018)
- Uh Huh (2018)
- Love has all been done before (2018)
- I Get No Joy (2019)
- My Motto (2019)
- Open up the Heavens (2021)

### Récompenses et nominations
| Année | Organisation                    | Chanson ou album nommé          | Résultat     |
| ----- | ------------------------------- | ------------------------------- | ------------ |
| 2017  | ANCHOR                          | Elle même                       | Lauréat      |
| 2017  | BBC                             | Elle même                       | Inclus ,     |
| 2017  | Ticketweb                       | Elle même                       | Inclus ,     |
| 2018  | Radio X                         | "Love Has All Been Done Before" | Inclus ,     |
| 2018  | Radio X                         | Elle même                       | Inclus ,     |
| 2019  | MTV Push                        | Nomination                      |              |
| 2019  | Radio X                         | "Uh-Huh"                        | #84          |
| 2019  | Americana Music Honors & Awards | Elle même                       | Nomination , |
| 2019  | AIM Independent Music Awards    | Jade Bird                       | Nomination , |
| 2019  | AIM Independent Music Awards    | Elle même                       | Nomination , |
| 2019  | AIM Independent Music Awards    | Lauréat                         |              |
| 2020  | Denmark GAFFA Awards            | En attente                      |              |
| 2020  | NME Awards                      | Nomination                      |              |